# Челябинский троллейбус
Челябинский троллейбус — троллейбусная система, открытая в Челябинске 5 декабря 1942 года. Хронологически — шестая троллейбусная система в России и десятая на территории бывшего СССР (после Москвы, Киева, Ростова-на-Дону, Санкт-Петербурга, Тбилиси, Черновцов, Харькова, Донецка и Самары).

## История

### Открытие троллейбусной сети и послевоенное развитие
Первоначально открытие троллейбусного движения планировалось 7 ноября 1942 года в годовщину Октябрьской революции. Однако движение открылось месяцем позже, 5 декабря 1942 года, протяжённость троллейбусных линий составила 18 км. На тот момент существовали два маршрута: «Улица Клары Цеткин — ЧТЗ» и «Улица Клары Цеткин — Железнодорожный вокзал». Подвижной состав был из 15 троллейбусных вагонов ЯТБ-2, эвакуированных из Москвы.
В 1943 году была продлена линия от улицы Клары Цеткин до стадиона «Динамо», также из Куйбышева прибыли 3 бывших в использовании вагона ЯТБ-1. Уже к началу 1944 года на маршруты выходило 17 машин ежедневно.
В 1948 году троллейбусный парк Челябинска пополнился 15 новыми машинами модели МТБ-82Д, а к 1953 году их насчитывалось уже 40 машин. В 1950 году была введена в эксплуатацию линия по улицам Клары Цеткин и Коммуны до Парка Культуры и Отдыха, построен веер и диспетчерская. Конечная станция маршрутов № 1 и 2 изменяется с стадион «Динамо» на ПКиО.
| № | Конечные пункты |
| - | --------------- |
| 1 | ПКиО — ЧТЗ      |
| 2 | Вокзал — ПКиО   |
| 3 | Вокзал — ЧТЗ    |

### Во времена оттепели
В 1955 году маршруты № 1 и 2 обменялись номерами, из-за престижа, что к вокзалу подходила больше «единичка», чем «двойка». К 40-летию Октябрьской революции, в 1957 году, введена линия от улицы Спартака до КБС, вместе с этим началось строительство троллейбусного депо на новой площадке, возле кинотеатра «Спартак», по улице Артиллерийской. В 1959 году завершение строительства и открытие троллейбусного депо № 1. В 1960 году протяжённость троллейбусных линий уже составляла 51,5 км, обслуживалось 79 троллейбусами, были открыты линии «Улица Воровского — Областная больница» и «Улица Туристов — улица Бажова — улица Танкистов — посёлок Первое Озеро».
В 1961 году депо пополнилось новыми троллейбусами ЗиУ-5.
| № | Конечные пункты             |
| - | --------------------------- |
| 1 | Вокзал — ПКиО               |
| 2 | ПКиО — ЧТЗ                  |
| 3 | Вокзал — ЧТЗ                |
| 4 | ПКиО — КБС                  |
| 5 | Вокзал — Областная больница |
| 6 | Посёлок Первое Озеро — ЧТЗ  |

### В период застоя и перестройки

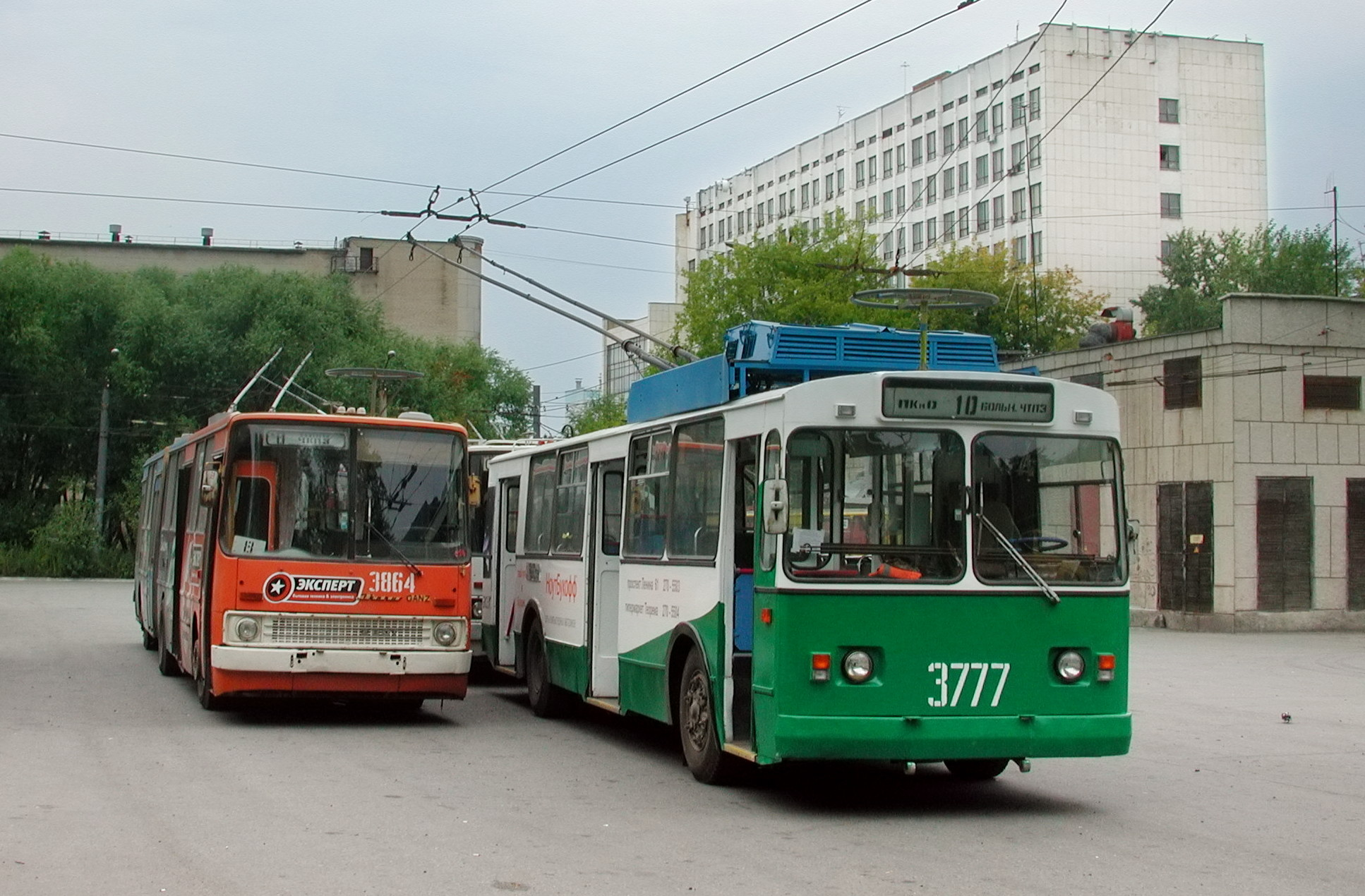
В городе эксплуатировались троллейбусы венгерского производителя Ikarus

В 1967 году, к 50-летию Октябрьской революции, открывается, обособленная от остальной сети, линия в Металлургическом районе «Центральный клуб — ЧМЗ». Троллейбусы, обслуживающие линию, ночевали и проходили ремонт в трамвайном депо № 2. В период с 1968 по 1970 год вводятся в эксплуатацию линии до Радиозавода (старая линия по улицам Клары Цеткин и Коммуны демонтирована), по Копейскому шоссе (от КБС до Механического завода), по улицам Гагарина, Новороссийской и Машиностроителей (от КБС до улицы Энергетиков), по улице Туристов (от улица Бажова до Завода Железобетонных Изделий (ЖБИ-1)), по улице Линейной (от ЧТЗ до ТЭЦ-2), по Свердловскому проспекту до Кислородного завода, от улицы Сони Кривой до Свердловского проспекта и от улицы Энергетиков до Механического завода.
В 1973 году заложено и начато строительство троллейбусного депо № 2, которое будет находиться рядом с трамвайным депо № 2, а 1975 году депо уже было готово к запуску. Новое депо пополнилось новинкой для города — троллейбусами ЗиУ-9. К концу 1976 года завершается соединение обособленной линии в Металлургическом районе к остальной сети, что повлекло к пуску новых маршрутов.
С 1983 по 1985 год были открыты линии «Механический завод — ЧКПЗ» и «кольцо Озеро Смолино — Больница ЧТПЗ».
В 1987 году введена в эксплуатацию односторонняя линия по улицам Калмыкова и шоссе Металлургов. В 1988 году открыта линия «Улица Танкистов — ТЭЦ-3» и введено в эксплуатацию троллейбусное депо № 3. С 1989 года на бортах трамваев и троллейбусов начала появляться реклама. А к 1990 году закончилась реконструкция диспетчерской ПКиО (пристроены одно-агрегатная тяговая подстанция и второй этаж для столовой).
| №  | Конечные пункты                | Депо | Дополнительно                           |
| -- | ------------------------------ | ---- | --------------------------------------- |
| 1  | Вокзал — ПКиО                  | 2    |                                         |
| 2  | ПКиО — ЧТЗ                     | 2    |                                         |
| 3  | Вокзал — ТЭЦ-2                 | 1    |                                         |
| 4  | К/т «Восток» — к/т «Урал»      | 3    | по Копейскому шоссе                     |
| 5  | Вокзал — АМЗ                   | 1    |                                         |
| 6  | Посёлок Первое Озеро — ЧТЗ     | 1    |                                         |
| 7  | Посёлок Першино — ЧМК          | 2    | по улице Калмыкова                      |
| 8  | ПКиО — Механический завод      | 3    | по улице Гагарина                       |
| 9  | ЖБИ-1 — ТЭЦ-2                  | 1    |                                         |
| 10 | Вокзал — ЧКПЗ                  | 3    | по улице Гагарина                       |
| 11 | ЧТЗ — АМЗ                      | 1    |                                         |
| 12 | Северо-Запад — АМЗ             | 2    |                                         |
| 13 | Северо-Запад — ПКиО            | 2    | по Свердловскому проспекту              |
| 14 | АМЗ — ЧМК                      | 2    |                                         |
| 15 | Северо-Запад — ЧМК             | 2    |                                         |
| 16 | ЧКПЗ — КБС                     | 3    | по улице Гагарина                       |
| 17 | Северо-Запад — проспект Ленина | 2    | разворот по улицам Коммуны, Сони Кривой |
| 18 | ПКиО — ЧКПЗ                    | 3    | по Копейскому шоссе                     |
| 19 | ПКиО — Посёлок Первое Озеро    | 1    |                                         |
| 20 | ЧКПЗ (кольцевой)               | 3    | по улицам Машиностроителей, Гагарина    |
| 21 | Вокзал — ТЭЦ-3                 | 1    |                                         |
| 22 | КБС — Больница ЧТПЗ            | 3    | по улице Гагарина                       |

### Постсоветское время

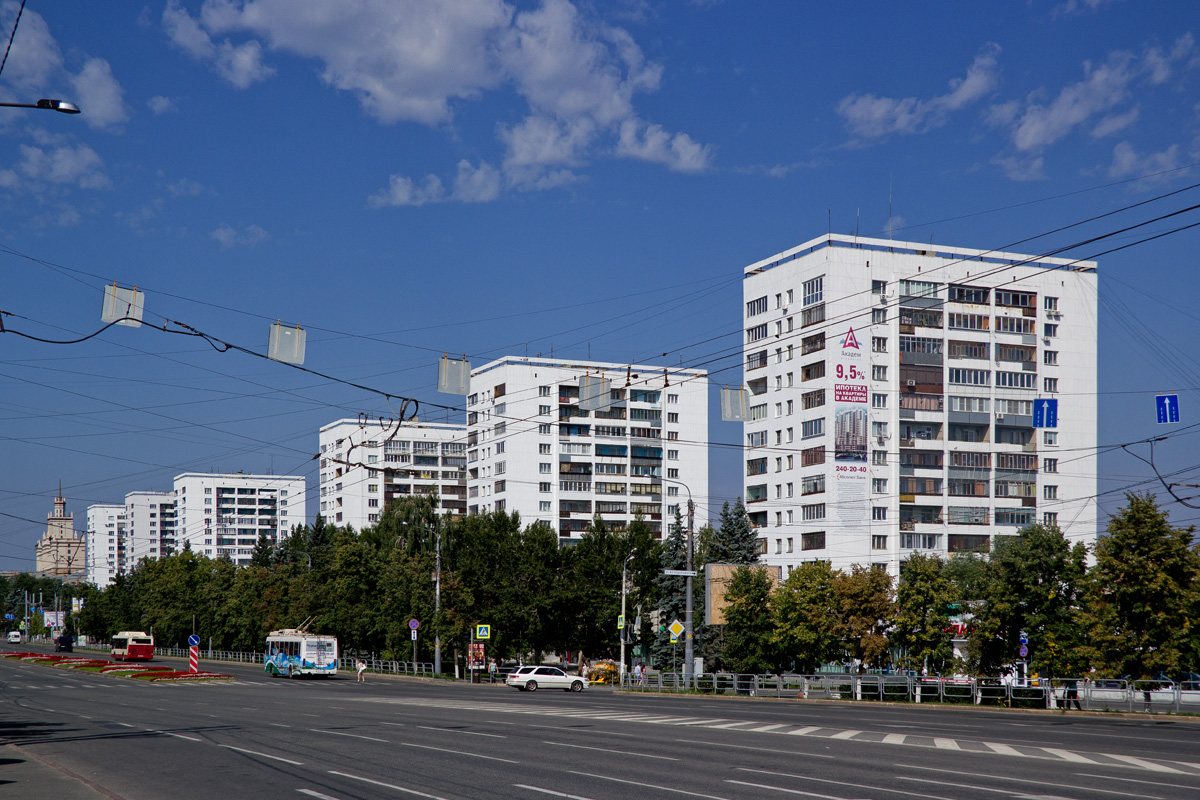
Проспект Ленина — одна из главных артерий троллейбусного движения в городе

В 1992 году началась эксплуатация троллейбусов очень большой вместимости модели ЗиУ-683. К 1994 году были открыты линии «Улица Молодогвардейцев — Улица Братьев Кашириных» и «Улица Братьев Кашириных — улица Труда», что позволило обслуживать спальные микрорайоны северо-запада. В 1996 году Были закуплены из Германии 19 бывших в употреблении троллейбусов модели Ikarus 280.93, четыре из которых пошли на запасные части. Все они поступили в троллейбусное депо № 3, где работали на маршрутах № 1, 8 и 10.
В 2002 году на привокзальной площади Челябинска, открыто новое оборотное кольцо городского пассажирского транспорта — троллейбусов и автобусов. В соответствии с проектом реконструкции привокзальной площади, оно было расположено за торгово-досуговым комплексом «Синегорье». А уже в 2006 году введена линия на северо-западе, которая пролегает от улицы Молдавская по Комсомольскому проспекту и улицам Чичерина до Братьев Кашириных.
С 2006 по 2008 год в город поступает большая партия 46 троллейбусов модели ЛиАЗ-5280 (ВЗТМ) и 18 троллейбусов модели ЗиУ-682Г-016.02, все они распределены по трём депо. К 2009 году закончилась эксплуатация троллейбусов Ikarus 280.93.
В 2010 году, в связи с реконструкцией кольцевого перекрёстка на Свердловском проспекте, ликвидировано троллейбусное кольцо, которое позволяло троллейбусам депо № 2 возвращаться в депо из Металлургического района. Также на этом кольце разворачивались троллейбусы идущие со стороны северо-запада и центра. Позднее, связи с жалобами автолюбителей на «троллейбусные заторы» на улице Лесопарковой все троллейбусы должны заезжать на к/ст «ПКиО». Первая остановка после ПКиО — ПО «Полёт». Затем была проложена новая линия от кольца «ПКиО» по улице Лесопарковая, ведущая сразу на проспект Ленина, контактную сеть на улице Тернопольская демонтировали.
| №  | Конечные пункты                      | Депо | Дополнительно             |
| -- | ------------------------------------ | ---- | ------------------------- |
| 1  | ТК «Синегорье» — ПКиО                | 3    |                           |
| 3  | ТК «Синегорье» — ТЭЦ-2               | 1    |                           |
| 4  | ЧКПЗ — Больница ЧТПЗ                 | 3    | по улице Гагарина         |
| 5  | ТК «Синегорье» — АМЗ                 | 1    |                           |
| 6  | Посёлок Первоозёрный — ЧТЗ           | 1    |                           |
| 7  | ПКиО — ЧМК                           | 2    | по Набережной             |
| 8  | ПКиО — ЧКПЗ                          | 3    | по улице Гагарина         |
| 9  | ЖБИ-1 — ТЭЦ-2                        | 1    |                           |
| 10 | ПКиО — Больница ЧТПЗ                 | 3    |                           |
| 11 | ЧТЗ — АМЗ                            | 1    |                           |
| 12 | Улица Молдавская — АМЗ               | 2    |                           |
| 13 | Улица Братьев Кашириных — ПКиО       | 2    | по улице Сони Кривой      |
| 14 | Улица Братьев Кашириных — ЧМК        | 2    |                           |
| 15 | Улица Молдавская — ЧМК               | 2    |                           |
| 16 | ЖБИ-1 — АМЗ                          | 1    |                           |
| 17 | ТК «Синегорье» — улица Молдавская    | 2    |                           |
| 18 | ТК «Синегорье» — ЧКПЗ                | 3    | по Копейскому шоссе       |
| 19 | ПКиО — Первоозёрный                  | 1    |                           |
| 21 | ТК «Синегорье» — ТЭЦ-3               | 1    |                           |
| 22 | Улица Молдавская — ПКиО              | 2, 3 | по улице Чичерина         |
| 23 | Улица Молдавская — Мебельная фабрика | 2    |                           |
| 26 | Улица Молдавская — Первоозёрный      | 1    | по улице Молодогвардейцев |

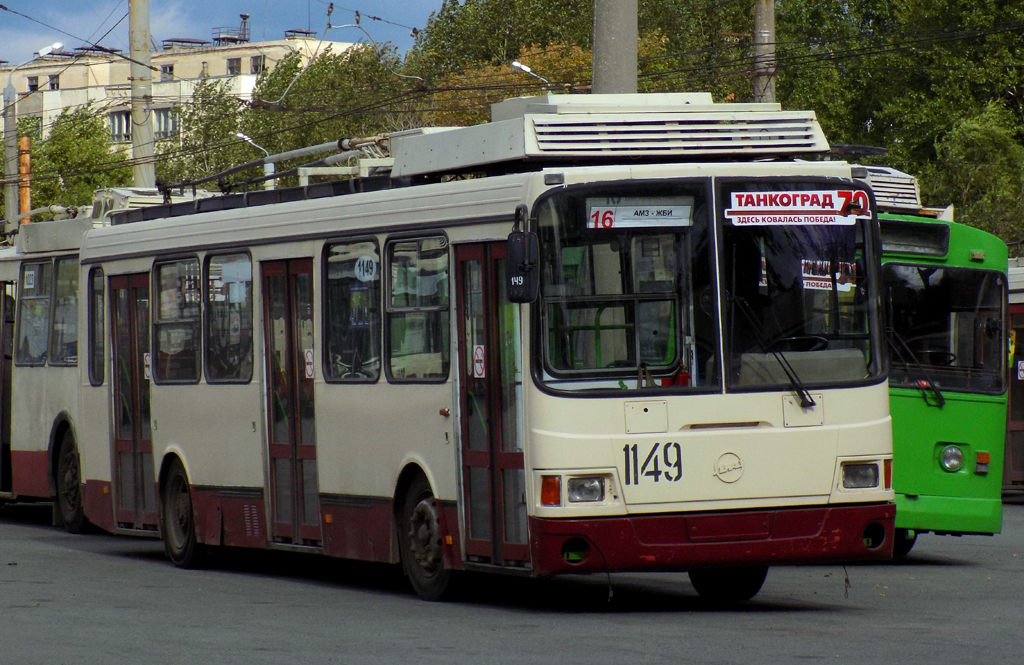
Троллейбус ЛиАЗ-5280 (ВЗТМ) на послесменном отстое

В 2011 году было закрыто самое молодое депо города — третье троллейбусное. Маршруты и подвижной состав были розданы по депо № 1 и 2. В марте 2016 года был сокращён выпуск троллейбусов на линию в связи с тяжёлым финансовым положением на предприятии.
МУП «ЧелябГЭТ» не раз имел проблемы с долгами за электроэнергию, теплоснабжение и водоснабжение. Несвоевременное погашение приводило к ограничению и остановке подачи электроэнергии, из-за чего количество выпускающихся машин сокращалось, а порой движение транспорта останавливалось.
В 2005 году долг составлял 6,5 млн рублей. Для сокращения долга компания «Челябэнергосбыт» ограничила работу тяговых подстанций. После этого ситуация продолжала повторяться каждый год, пассажирам общественного транспорта приходилось терпеть неудобства, транспорт бывало не приходил по несколько часов. В сентябре 2006 года задолженность МУП «ЧелябГЭТ» перед «Челябэнергосбыт» составляла 7 млн рублей, причём МУП «ЧелябГЭТ» был в числе крупных должников. Напряжённая ситуация с задолженностью была в течение 2007 года: максимальный долг в августе составил 16,8 млн рублей, 2 сентября Металлургический район был фактически отрезан от Челябинска, в этом районе было прекращено трамвайное и троллейбусное движение на весь день.
Наиболее острая ситуация с задолженностью перед «Челябэнергосбыт» сложилась в 2009 году. С 1 января 2009 года для МУП «ЧелябГЭТ» повысили тарифы на электроэнергию на 214 %. В апреле сумма долга составляла более 140 млн рублей, в мае — около 57 млн рублей. В июне прошло судебное разбирательство о том, что МУП «ЧелябГЭТ» платило за электроэнергию по необоснованно высокой цене, суд встал на сторону транспортного предприятия, сумма возмещения составила почти 2 млн рублей. В августе сумма долга выросла до 74 млн рублей. По словам «Челябэнергосбыт», МУП «ЧелябГЭТ» намеревался поэтапно гасить долг, однако в июле не было оплачено за электроэнергию даже 1 % от начисленной суммы. В результате возрастания долга «Челябэнергосбыт» несколько раз в августе ограничивали тяговые подстанции. В сентябре и октябре возникали перебои в работе электротранспорта, сумма долга на октябрь составляла 54 млн рублей. В октябре 2009 года губернатор Пётр Сумин выделил 100 млн рублей на погашение долга. Несмотря на все усилия к февралю 2010 года долг вырос до 200 млн рублей. Окончательно погасить задолженность удалось к июлю 2010 года, в новый 2011 год компания вошла с чистой совестью.

### Деградация общественного транспорта
В ноябре 2012 года коллективы предприятий из транспортной отрасли Челябинска в письме губернатору области Михаилу Юревичу написали о жалобе на реорганизацию, попросив разобраться в ситуации. В начале ноября того же года в редакцию сайта Chelyabinsk.ru пришло открытое письмо от коллективов разных работников МУП «ЧелябГЭТ». В письме написано:

Городской электрический транспорт находится в тяжелейшем положении, коллектив лихорадит, растет глухое недовольство. Город лишился троллейбусного депо и автобусного парка. Численность коллектива сокращена более чем на 500 человек, ещё столько же ушли по собственному желанию из-за невысокой зарплаты. Но вопрос о сокращении не стоит, нас просто выдавливают с предприятия, объясняя это оптимизацией и жесткой экономией. Принято решение объединить троллейбусные и трамвайные депо, сделать в миллионном городе по одному троллейбусному и одному трамвайному управлению, при этом убрать из предприятий «лишние» квалифицированные кадры. Жуткая ситуация складывается со службами предприятия, без которых не возможна работа электрического транспорта — их выделяют в «ООО».
— Коллектив работников МУП «ЧелябГЭТ»
Газета «Аргументы и факты» провела в 2012 году собственное расследование насчёт общественного транспорта Челябинска, как оказалось администрация Челябинска завышает в докладе информацию о выпуске подвижного состава и количестве маршрутов. Ежедневный выпуск муниципального транспорта:
| Источник                       | Трамвай | Троллейбус | Автобус |
| ------------------------------ | ------- | ---------- | ------- |
| по данным администрации города | 194,6   | 200,4      | 199     |
| по данным «Аргументы и факты»  | 169,5   | 145        | 164     |

В январе 2014 года средний возраст троллейбуса в Челябинске составлял 18 лет, а уже к 2017 году превысил 20 лет.
С 1 июля 2017 года водителей и кондукторов троллейбусов и трамваев перевели из МУП «ЧелябГЭТ» в ООО «ЧелябГЭТ» в связи с полным банкротством первого.

### Нереализованные планы
В отдалённой перспективе планировались линии по улице Братьев Кашириных от Северо-Крымской до Торгового центра и по мосту через железную дорогу в Ленинский район. Планировалась закупка электробусов в город Челябинск и вместе с этим продление существующих маршрутов в новые микрорайоны «Парковый» и «Чурилово». Об этом заявил 3 июня 2013 года, сити-менеджер Сергей Давыдов. Но из-за нестабильной обстановки эти планы были отменены.
ООО «Челябинский институт генерального плана и транспорта» провёл пересмотр маршрутной сети Челябинска, основной задачей которого было довести долю муниципального транспорта на рынке пассажирских перевозок до 50 %. Из-за этого в 2017 году планировалось:
- Маршрут № 2 «ПКиО — ЧТЗ» снова продлить до посёлка Чурилово. Для этого будет заново проведена линия до ТЭЦ-2, и продлена до пос. Чурилово.
- Маршрут № 11 «ЧТЗ — АМЗ» предлагается отменить ввиду полного дублирования маршрута № 16 «ЖБИ — АМЗ».
- Маршрут № 26 «Улица Молдавская — посёлок Первоозёрный» укоротить до ПКиО.

Из планов по новой маршрутной сети укорочена трасса маршрута № 27 (позже маршрут закрыт), а не 26. Остальные пункты не выполнены.

### Планирование регулярных троллейбусных маршрутов на территории города Челябинска (2017—2022)
Календарный план введения, изменения и отмены маршрутов из приложения к постановлению Администрации города от 10.12.2018 № 542-п гласит:
- Окончательное закрытие маршрута № 1 «ПКиО — Железнодорожный вокзал» во II кв. 2019 года;
- Окончательное закрытие маршрута № 2 «ПКиО — ЧТЗ» во II кв. 2019 года;
- Увеличение выпуска на маршрут № 10 «Улица Молдавская — Солнечный берег» с 12 до 21 единицы в I кв. 2019 года;
- Увеличение выпуска на маршрут № 13 «Улица Братьев Кашириных — ПКиО» с 6 до 8 единиц в IV кв. 2018 года;
- Увеличение выпуска на маршрут № 16 «ЖБИ — АМЗ» с 6 до 17 единиц в I кв. 2019 года;
- Ввод нового маршрута № 24 «Улица Молдавская — АМЗ» с выпуском в 13 единиц во II кв. 2019 года;
- Возврат закрытого маршрута № 25 «ЧКПЗ — КБС» с выпуском в 5 единиц во II кв. 2019 года;
- Возврат закрытого маршрута № 27 «Улица Молдавская — ПКиО» с выпуском в 7 единиц в IV кв. 2018 года;

В итоге из всего перечисленного было выполнено:
- окончательно закрыты маршруты № 1 и 2;
- возвращён на историческую трассу маршрут № 10;
- введён, а потом закрыт маршрут № 13;
- введён маршрут № 25;
- введён, а потом закрыт маршрут № 27.

## Настоящее время. Транспортная реформа
К 2021 году властями была констатирована деградация транспортной системы Челябинска, в частности — троллейбусного движения. Было объявлено о проведении комплексной транспортной реформы, в рамках которой планировалось полностью обновить троллейбусный парк Челябинска, обновить троллейбусную инфраструктуру, возродить закрытое в 2012 году троллейбусное депо № 1 и реконструировать депо № 2, а также пересмотреть маршрутную сеть троллейбусов.
Заместитель министра дорожного хозяйства и транспорта Челябинской области Александр Егоров 20 мая 2021 года на транспортном конгрессе рассказал о планах по развитию троллейбусной сети. Согласно презентации, новые троллейбусные линии появятся:
- на участке от перекрёстка Комсомольского проспекта и ул. Чичерина до микрорайона № 19 (ул. Салавата Юлаева);
- по улице Кузнецова в пос. АМЗ.

Дополнительно планируется развивать сеть троллейбусов с АХ, которую продлят от пос. Первоозёрный до ул. Мамина, от ЖД Вокзала через путепровод Челябинск-главный в Ленинский район, по ул. 250-летия Челябинска в микрорайон Ньютон. Также в планах создание объединённого трамвайно-троллейбусного депо на базе существующего трамвайного депо № 1 с выделением части его территории под площадку для троллейбусов.
19 октября 2021 года Правительством Челябинской области было заключено концессионное соглашение о создании и использовании (эксплуатации) троллейбусной инфраструктуры в Челябинске с компанией «Синара — Городские Транспортные Решения Челябинск» на период с 2021 по 2036 годы.
В течение 15 лет новый перевозчик должен модернизировать объекты троллейбусной инфраструктуры, включая контактную сеть, построить новое депо № 1 и реконструировать депо № 2, полностью обновить подвижной состав за счёт постройки 168 современных низкопольных троллейбусов (из них 98 — с увеличенным автономным ходом), а также и обеспечить функционирование всех троллейбусных маршрутов. Вся сделка обошлась в 11,5 млрд рублей, из которых 4,2 млрд выделил областной бюджет, а остальные средства были вложены концессионером.
В 2023 году началась глобальная модернизация контактной сети всего города группой «Синара». В апреле начато строительство троллейбусного депо № 1, которое расположилось рядом с первым трамвайным депо на улице Артиллерийской возле перекрёстка с улицей Крылова, недалеко от места расположения старого депо № 1, расформированного в 2012 году.
1 сентября 2023 года перевозчик «Синара — ГТР Челябинск» начал обслуживать свой первый маршрут — № 19: Парк Гагарина — посёлок Первоозёрный. С 1 по 10 сентября проезд в новых троллейбусах был бесплатным. 1 марта 2024 года маршрут был продлён до конечной Мамина за счёт использования автономного хода.
1 марта 2024 года началось обслуживание маршрута № 12: Молдавская — АМЗ. С 1 июля «Синара» стала обслуживать маршрут № 10: Парк Гагарина — Солнечный берег. 1 сентября новому перевозчику перешёл маршрут № 14: Парк Гагарина — ЧМК.
4 сентября 2024 года было открыто троллейбусное депо № 1, которое начало обслуживать все существующие на тот момент маршруты (№ 10, 12, 14, 19), перевозки по которым осуществляются троллейбусами «Синара-6254» челябинской сборки.
1 ноября 2024 года прекратилось обслуживание последнего оставшегося за «ЧелябГЭТ» маршрута № 16. Планируется, что все закрытые маршруты будут восстановлены после реконструкции троллейбусного депо № 2 в 2025 году. Первым, ещё до открытия обновлённого депо № 2, был восстановлен маршрут № 16, который с 1 апреля 2025 года обслуживает «Синара».

### Финальная троллейбусная сеть на 2025 год
Итогом реализации концессионного соглашения по развитию троллейбусной инфраструктуры станет поставка 168 троллейбусов «Синара-6254», строительство нового и реконструкция существующего троллейбусного депо, а в конечном итоге — обслуживание 11 троллейбусных маршрутов.
Красным обозначены маршруты с использованием увеличенного автономного хода.
| №  | Конечные пункты                   | Запуск маршрута на новых троллейбусах | Дополнительно                                                                                          |
| -- | --------------------------------- | ------------------------------------- | --- |
| 5  | Автовокзал Центральный — АМЗ      |                                       | Восстановление маршрута запланировано на 15 июня 2025 года                                             |
| 7  | ЧМК — Красный мост                |                                       | |
| 10 | Парк Гагарина — Солнечный берег   | 1 июля 2024 года                      | |
| 12 | Салавата Юлаева — АМЗ             | 1 марта 2024 года                     | По состоянию на 1 апреля 2025 года — без участка на автономном ходу (полный маршрут: Молдавская — АМЗ) |
| 14 | Парк Гагарина — ЧМК               | 1 сентября 2024 года                  | |
| 16 | ЖБИ — АМЗ                         | 1 апреля 2025 года                    | |
| 17 | Салавата Юлаева — Солнечный берег |                                       | |
| 19 | Парк Гагарина — Улица Мамина      | 1 сентября 2023 года                  | |
| 21 | Улица Мамина — Красный мост       |                                       | Движение по улице Комарова                                                                             |
| 25 | ЧКПЗ — Технический колледж        |                                       | До восстановления маршрута дублируется автобусом 25т                                                   |
| 26 | ЖК «Ньютон» — ЧТЗ                 |                                       | |
| Д  | Депо № 1 — Депо № 2               |                                       | Начинается от любой конечной, заканчивается в ближайшем депо                                           |

## Маршруты
По состоянию на апрель 2025 года работают 5 постоянно действующих троллейбусных маршрутов. Маршруты, обслуживаемые старым подвижным составом «ЧелябГЭТ», временно отменены и будут возвращены в 2025 году на новом подвижном составе «Синары».
Красным обозначены маршруты с использованием увеличенного автономного хода.
| №  | Конечные пункты                 | Дополнительно                                                |
| -- | ------------------------------- | ------------------------------------------------------------ |
| 10 | Солнечный берег — Парк Гагарина |                                                              |
| 12 | Молдавская — АМЗ                |                                                              |
| 14 | Парк Гагарина — ЧМК             |                                                              |
| 16 | АМЗ — ЖБИ                       |                                                              |
| 19 | Парк Гагарина — Мамина          |                                                              |
| Д  | Депо № 1 — Депо № 2             | Начинается от любой конечной, заканчивается в ближайшем депо |

## Троллейбусные депо

### Современные
Троллейбусы «Синара — ГТР Челябинск» обслуживаются на территории троллейбусного депо № 1 (депо № 2 будет открыто после реконструкции в 2025 году).
- Троллейбусное депо № 1 (ул. Артиллерийская, 118a) Строительство начато в апреле 2023 года, депо открылось 4 сентября 2024 года.
- Троллейбусное депо № 2 (Свердловский тракт, 9а). Открыто в 1975 году. Остановлено на модернизацию в ноябре 2023 года.

### В прошлом
- Троллейбусное хозяйство ЧТТУ (ул. Клары Цеткин, 56). Открыто в 1942 году. Расформировано в 1959 году в связи с вводом в эксплуатацию троллейбусного депо № 1 на улице Артиллерийской.

- Троллейбусное депо № 1 (ул. Артиллерийская, 117[41]). Было открыто в 1959 году. Расформировано в августе 2012 года.

- Троллейбусное депо № 3 (Копейское шоссе, 36[42]). Было открыто в 1988 году. Расформировано в сентябре 2011 года[43].

Троллейбусы ООО «ЧелябГЭТ» обслуживал ремонтный цех вместимостью 4 машиноместа на конечной станции «Братьев Кашириных» (ул. Братьев Кашириных, 109/1) и цех аварийного ремонта на территории трамвайного депо № 2 (Свердловский тракт, 7).

## Оплата проезда
С 15 октября 2024 года цена за билет составляет:
- 34 ₽ по транспортной карте и ключу «Интерсвязь»[44][45], с возможностью бесплатных пересадок в течение 60 минут;
- 37 ₽ по банковской карте без возможности бесплатных пересадок;
- 43 ₽ за наличные;
- 17 ₽ для льготников (пенсионеров, студентов, школьников или жителей с областными или федеральными льготами) по отдельным для каждой категории транспортным картам без бесплатных пересадок.

Проездной на месяц — 1 450 ₽.
Штраф за безбилетный проезд — 2 500 ₽, при повторном нарушении — 5 000 ₽.
Новый подвижной состав «Синара-6254» оборудован валидаторами и автоматами приёма наличных.
| Период            | Стоимость    | Ист.   |
| ----------------- | ------------ | ------ |
| с 1999            | 2 руб.       | [ 48 ] |
| с 15 февраля 2001 | 4 руб.       | [ 48 ] |
| с 1 февраля 2003  | 6 руб.       | [ 49 ] |
| с 3 апреля 2006   | 8 руб.       | [ 50 ] |
| с 1 апреля 2008   | 10 руб.      | [ 51 ] |
| с 1 июля 2012     | 15 руб.      | [ 52 ] |
| с 1 ноября 2015   | 20 руб.      | [ 53 ] |
| с 1 августа 2017  | 23 руб.      | [ 54 ] |
| с 10 августа 2022 | 25 — 30 руб. | [ 46 ] |
| с 15 июля 2023    | 28 — 35 руб. |        |
| с 15 октября 2024 | 34 — 43 руб. | [ 55 ] |

## Конечные станции и разворотные кольца
| Название                 | Прежние названия                  | Район             | Маршруты                | Диспетчерская |
| ------------------------ | --------------------------------- | ----------------- | ----------------------- | ------------- |
| АМЗ                      |                                   | Советский         | 12, 16                  | Есть          |
| ЖБИ                      |                                   | Калининский       | 16                      | Нет           |
| Кольцо «Солнечный берег» | Больница ЧТПЗ                     | Ленинский         | 10                      | Нет           |
| ЧМК                      | ЧМЗ, Павелецкая, Заводоуправление | Металлургический  | 14                      | Нет           |
| Парк Гагарина            | ПКиО                              | Центральный       | 10, 14, 19              | Есть          |
| Технический колледж      | КБС, Политехникум                 | Ленинский         | 25Т (автобус, временно) | Нет           |
| улица Мамина             |                                   | Тракторозаводской | 19                      | Нет           |
| улица Молдавская         | Северо-Запад                      | Курчатовский      | 12                      | Есть          |
| ЧКПЗ                     |                                   | Ленинский         | 25Т (автобус, временно) | Есть          |
| улица Рязанская          |                                   | Курчатовский      | временно нет            | Нет           |

| Название                       | Прежние названия                                   | Район             | Дополнительно |
| ------------------------------ | -------------------------------------------------- | ----------------- | ------------- |
| Дворец культуры «Строитель»    | Центральный клуб                                   | Металлургический  |               |
| кольцо "Дворец спорта «Юность» |                                                    | Центральный       |               |
| Кольцо «Депо № 2»              |                                                    | Курчатовский      |               |
| Депо № 1                       |                                                    | Тракторозаводский |               |
| кольцо "кинотеатр «Восток»     |                                                    | Ленинский         |               |
| кольцо «Механический завод»    |                                                    | Ленинский         |               |
| кольцо «озеро Смолино»         |                                                    | Ленинский         |               |
| кольцо "ТК «Кольцо»            | Мебельная фабрика                                  | Советский         |               |
| магазин «Детский мир»          |                                                    | Советский         |               |
| посёлок Первоозёрный           | посёлок Первое озеро                               | Тракторозаводский |               |
| ТЭЦ-3                          |                                                    | Тракторозаводский |               |
| улица Братьев Кашириных        |                                                    | Калининский       |               |
| ЧТЗ                            |                                                    | Тракторозаводский |               |
| Кольцо «Черкасская улица»      | Поворот ЧМК                                        | Металлургический  |               |
| Автовокзал «Центральный»       | Железнодорожный вокзал, ТК «Синегорье» (2006—2012) | Советский         |               |

## Подвижной состав
| Производитель | Модель         | Единиц | Индекс | Примечание                        |
| ------------- | -------------- | ------ | ------ | --------------------------------- |
| ЧЗГЭТ         | Синара 6254.00 | 98     | 00     | Автономный ход до 80 км           |
| ЧЗГЭТ         | Синара 6254.01 | 68     | 00     | Аварийный автономный ход до 500 м |

| Производитель | Модель      | Индекс       |
| ------------- | ----------- | ------------ |
| ЯАЗ           | ЯТБ-1       | —            |
| ЯАЗ           | ЯТБ-2       | —            |
| ЗиУ / Тролза  | МТБ-82      | Д            |
| ЗиУ / Тролза  | ЗиУ-5       | —            |
| ЗиУ / Тролза  | ЗиУ-5       | Г            |
| ЗиУ / Тролза  | ЗиУ-5       | Д            |
| ЗиУ / Тролза  | ЗиУ-682Б    | —            |
| ЗиУ / Тролза  | ЗиУ-682В    | 1            |
| ЗиУ / Тролза  | ЗиУ-682В    | 013 [В0В]    |
| ЗиУ / Тролза  | ЗиУ-682В    | [В00]        |
| ЗиУ / Тролза  | ЗиУ-682В    | 012 [В0А]    |
| ЗиУ / Тролза  | ЗиУ-682Г    | 014 [Г0Е]    |
| ЗиУ / Тролза  | ЗиУ-682Г    | [Г00]        |
| ЗиУ / Тролза  | ЗиУ-682Г    | Г10          |
| ЗиУ / Тролза  | ЗиУ-682Г    | 012 [Г0А]    |
| ЗиУ / Тролза  | ЗиУ-682Г    | 013 [ГК]     |
| ЗиУ / Тролза  | ЗиУ-682Г    | 017 [Г0Н]    |
| ЗиУ / Тролза  | ЗиУ-682Г    | 016 (017)    |
| ЗиУ / Тролза  | ЗиУ-682Г    | 016.02       |
| ЗиУ / Тролза  | ЗиУ-683Б    | [Б00]        |
| ЗиУ / Тролза  | ЗиУ-683В    | 01           |
| ЗиУ / Тролза  | ЗиУ-6205    | [620500]     |
| ЗиУ / Тролза  | Тролза-5264 | 01 «Столица» |
| Ikarus        | Ikarus 280T | 93           |
| ЛиАЗ          | 5280 (ВЗТМ) | —            |
| БТЗ           | ЗиУ-682     | УРТТЗ        |
| БТЗ           | БТЗ-52011   | —            |
| БТЗ           | БТЗ-5201    | 01           |
| БТЗ           | БТЗ-5201    | 02           |
| БТЗ           | БТЗ-5201    | 03           |
| БТЗ           | БТЗ-5276    | 01           |

Временная шкала

#### Нумерация
До ввода в эксплуатацию депо № 2 троллейбусы Челябинска имели трёхзначную нумерацию, затем перешли на четырёхзначную нумерацию, где первая цифра соответствовала номеру депо, но из-за расформирования двух депо такая практика стала формальностью. Для троллейбусов «Синара-6254» была возвращена трёхзначная общая нумерация (001—168).

## Статистические данные
В 2023 году пассажиропоток троллейбуса в Челябинске составил 12,5 млн человек. За последние 17 лет количество перевезённых троллейбусами людей неуклонно снижается. Количество пассажиров, перевезённых в разные годы:
Динамика длины контактных сетей в период с 1942 по 2018 годы:
| Год            | 1942 | 1960 | 1970 | 1975 | 1980 | 1982 | 1995 | 2000 | 2005 | 2008 | 2012 | 2013 | 2014 | 2018 |
| Длина сети, км | 18   | 51,5 | 48,1 | 72,7 | 79,2 | 82,5 | 79   | 82,6 | 82,9 | 88,2 | 88,2 | 88,2 | 85,9 | 84,6 |

Количество троллейбусных маршрутов в период с 1942 по 2024 годы:

## Происшествия
За всю троллейбусную историю города было немало происшествий, начиная от мелкой аварии до полного уничтожения троллейбуса пожаром.

### ДТП на Бродокалмакском тракте
23 января 1990 года троллейбус ЗиУ-682В № 1093 под управлением стажёра, следовавший по трассе маршрута № 21, врезался в металлическую опору контактной сети. В результате аварии водитель и инструктор были зажаты передней панелью деформированной кабины троллейбуса. Инструктора освободили пассажиры через разбитое стекло кабины салона, стажёра освободили водители попутного транспорта, доставили его в больницу с тяжёлыми травмами. Инструктор отделалась ушибами, ссадинами и ожогом.
Причинами тяжёлой аварии стали состояние дорожного покрытия и неконтролируемость действий стажёра. Сам троллейбус был списан и порезан в январе 1990 года.

### Пожар на Бродокалмакском тракте
20 января 2006 года произошло возгорание троллейбуса ЗиУ-682В [В00] № 1043, следовавшего по трассе 21 маршрута. Как сообщили в городском УВД, водитель, заметив дым, открыл двери и выпустил пассажиров. Спустя некоторое время огонь полностью охватил троллейбус. По оперативным данным, причиной возгорания стало трение механизмов в рулевом управлении троллейбуса в условиях сильных морозов. Троллейбус был отбуксирован в депо и через полтора года восстановлен на УралАРЗ.

### ДТП на улице Машиностроителей
19 января 2007 года при объезде крупногабаритной автомашины троллейбус ЗиУ-682Г [Г00] № 3799, следовавший по трассе 8 маршрута, занесло, водитель не справился с управлением и произвёл столкновение в задний левый угол машины. Причиной тяжёлой аварии стал гололёд, сам водитель отделался ссадинами и ушибами.
Позже троллейбус был восстановлен, вышел на линию в середине 2009 года.

### Пожар на территории троллейбусного депо № 1
14 ноября 2011 года на веере троллейбусного депо № 1 сгорел троллейбус ЗиУ-682В [В00] № 1129. По официальной версии, машина сгорела из-за неисправности печки салона и последующего замыкания после мелкого ремонта. Троллейбус восстановлению не подлежал, списан и порезан в начале 2012 года.

### Пожар на конечной станции «ПКиО»
1 декабря 2012 года на конечной станции ПКиО сгорел троллейбус ЛиАЗ-5280 (ВЗТМ) № 1135. Причиной пожара стало замыкание низковольтной печи в кабине водителя. Троллейбус списан и порезан в июне 2013 года.

### Пожар на Привокзальной площади
21 ноября 2016 года на Привокзальной площади сгорел троллейбус ЛиАЗ-5280 (ВЗТМ) № 1142, следовавший по 5 маршруту на конечную остановку «Железнодорожный вокзал». Причиной пожара стало замыкание низковольтной печи в кабине водителя.

### Пожар на конечной станции «АМЗ»
17 марта 2020 года на конечной станции «АМЗ» во время обеденного перерыва сгорел троллейбус ЗиУ-682Г [Г00] № 1158. Причиной пожара стало было названо короткое замыкание электропроводки. У троллейбуса выгорела кабина, салон и электрооборудование.

## Фотогалерея

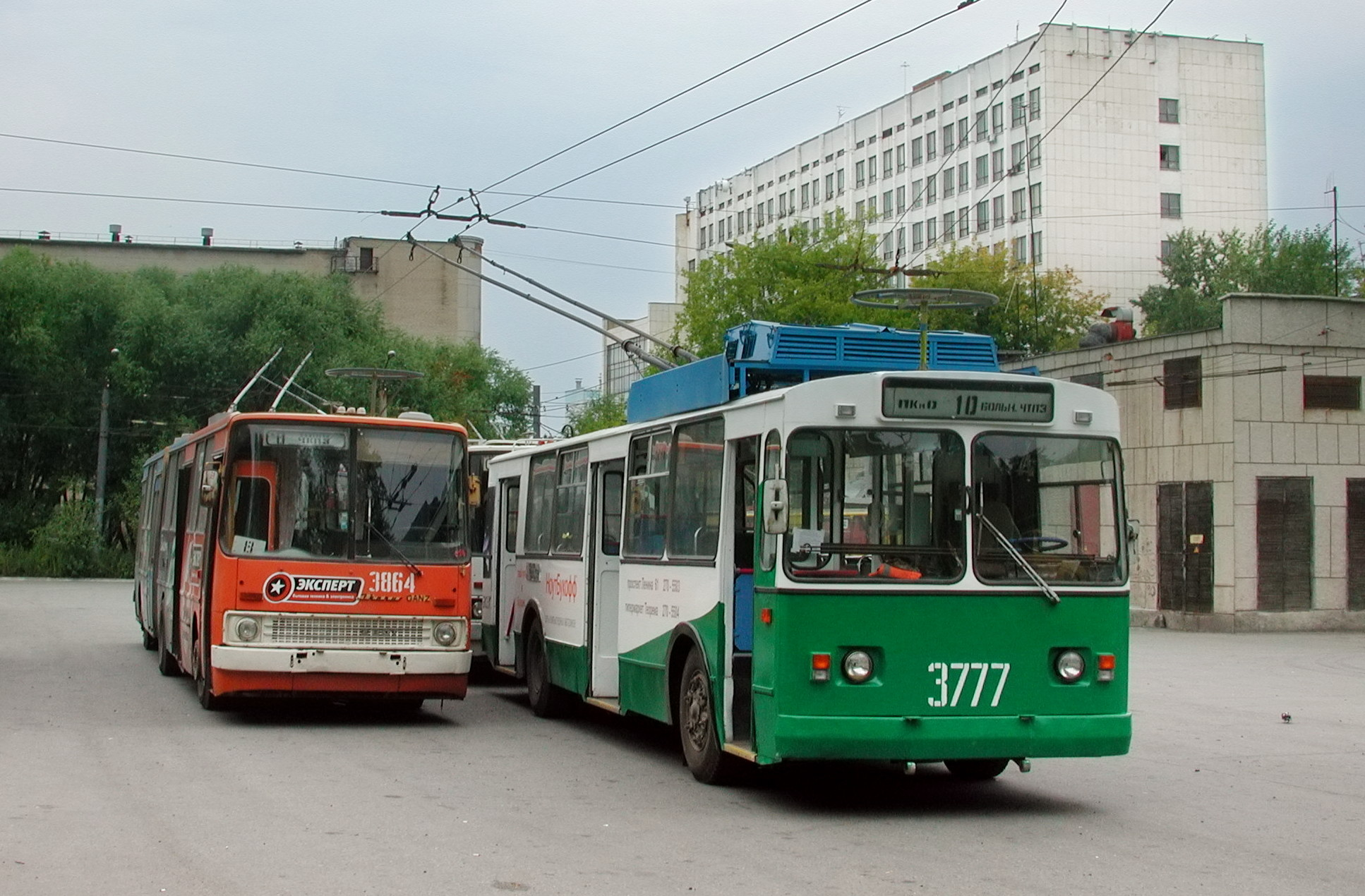
Троллейбусы «Ikarus-Ganz» и ЗиУ-9 на остановке «Парк культуры и отдыха»
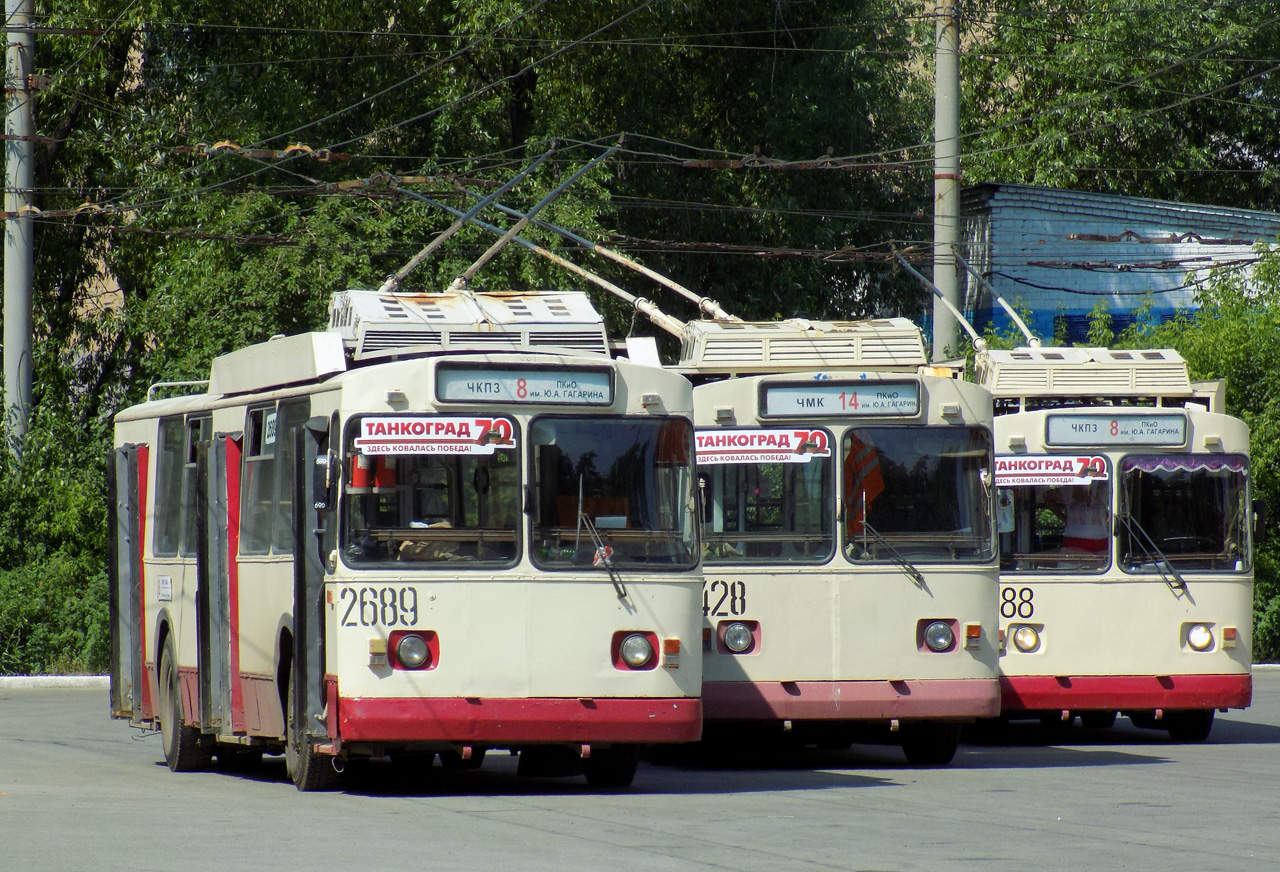
Троллейбусы на конечной стации «ПКиО»
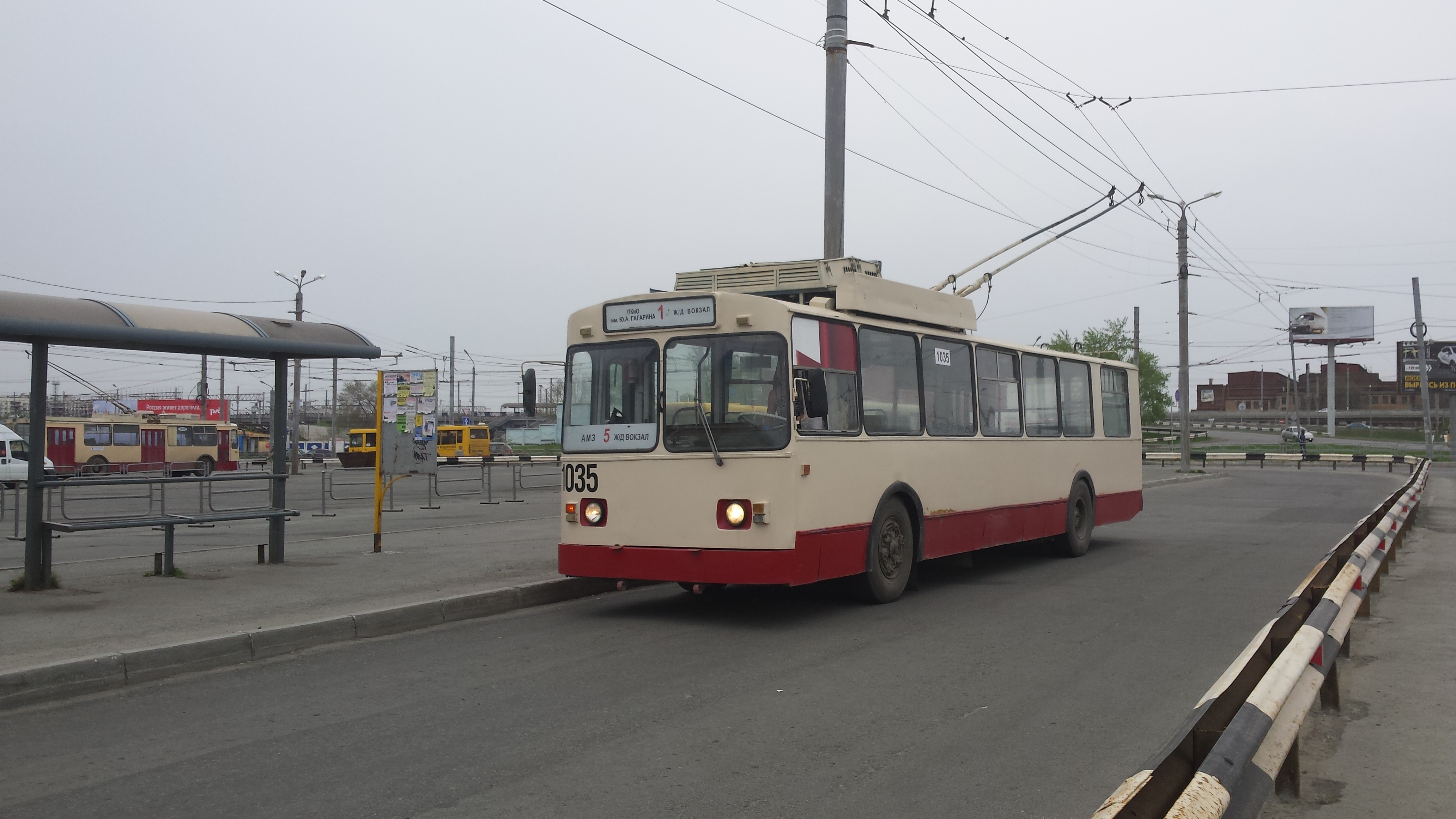
ЗиУ-682Г на конечной станции «Железнодорожный вокзал»
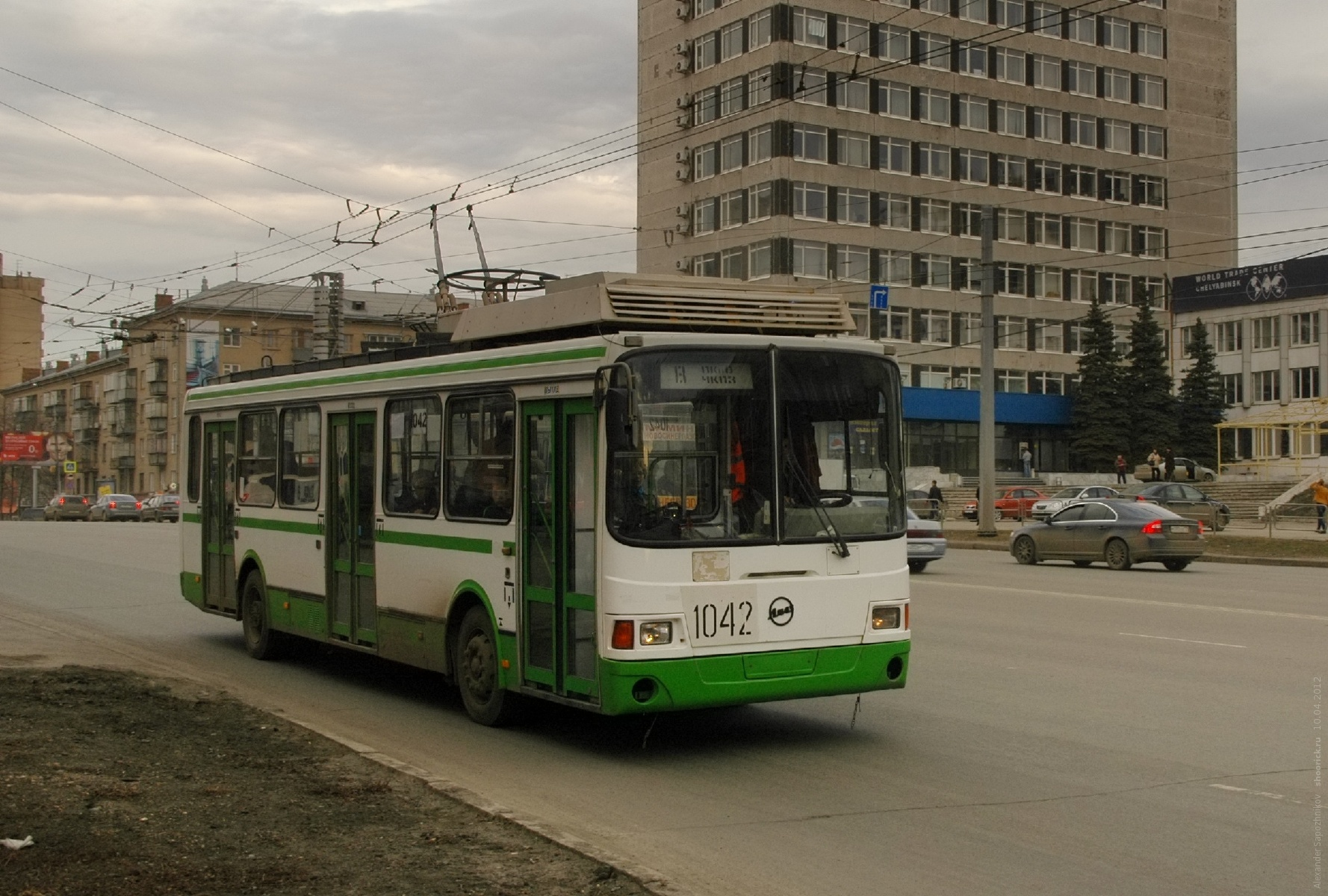
ЛиАЗ-5280 по проспекту Ленина
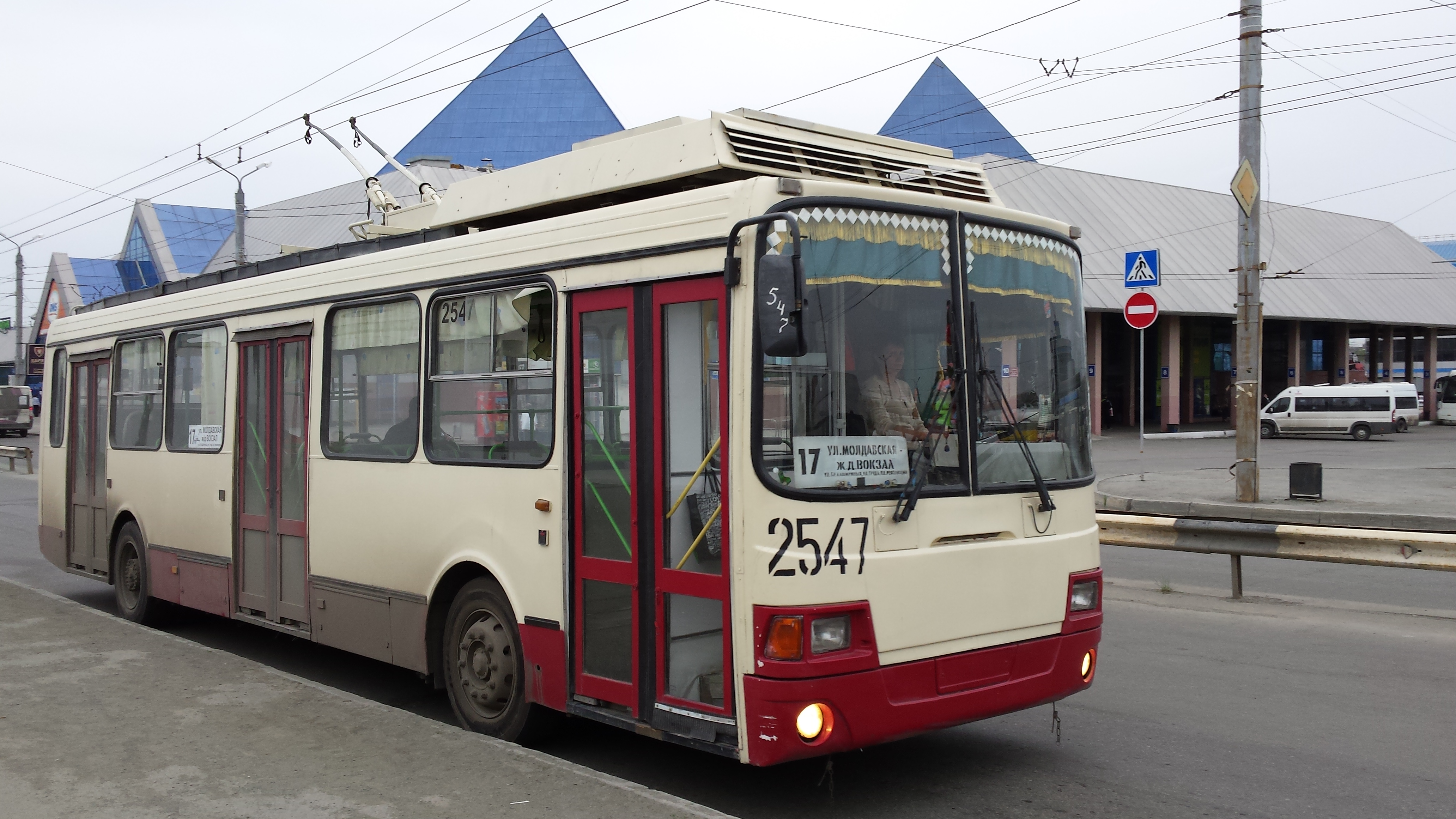
ЛиАЗ-5280 (ВЗТМ) на фоне торгового комплекса «Синегорье»
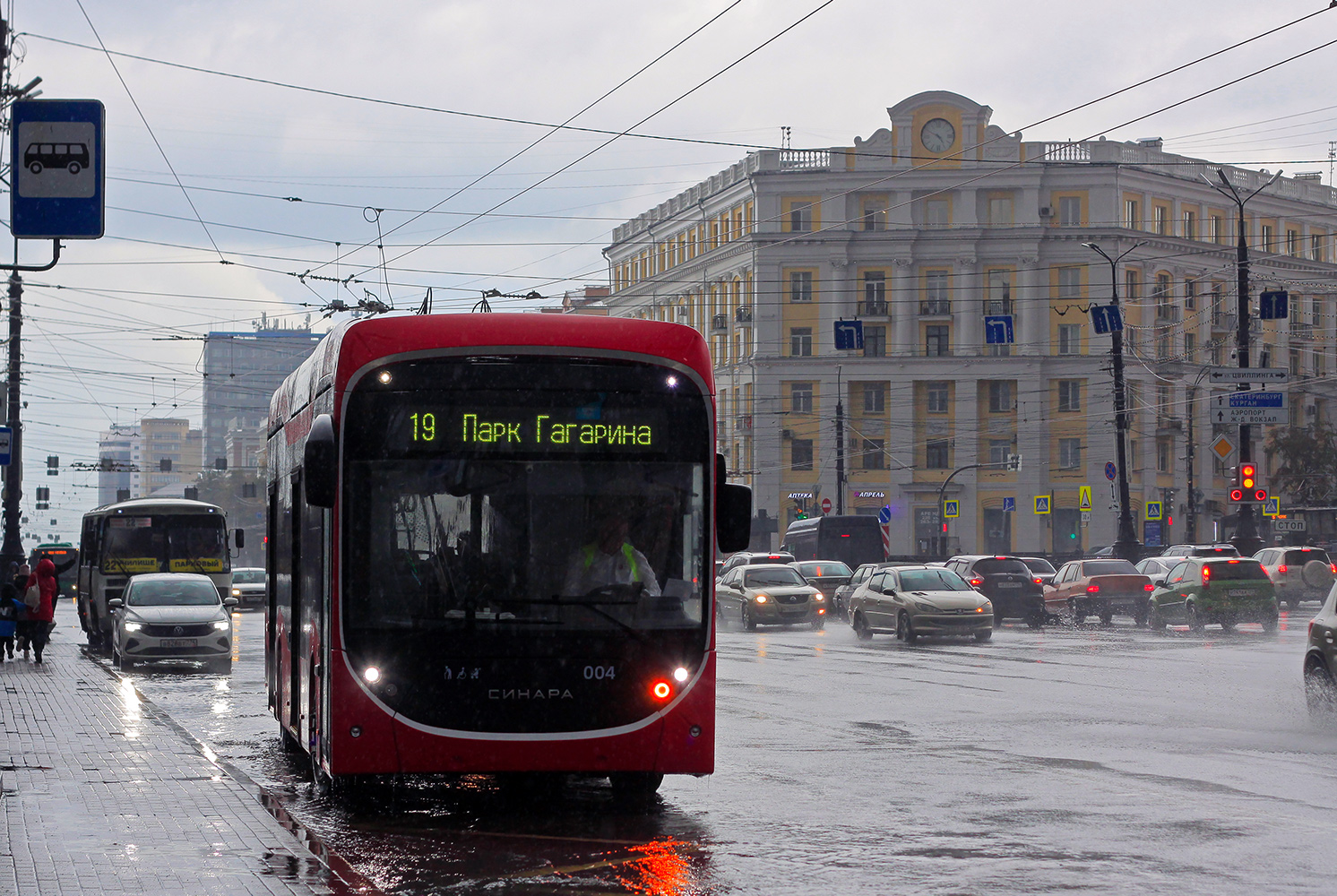
Синара-6254 на остановке «Площадь Революции»
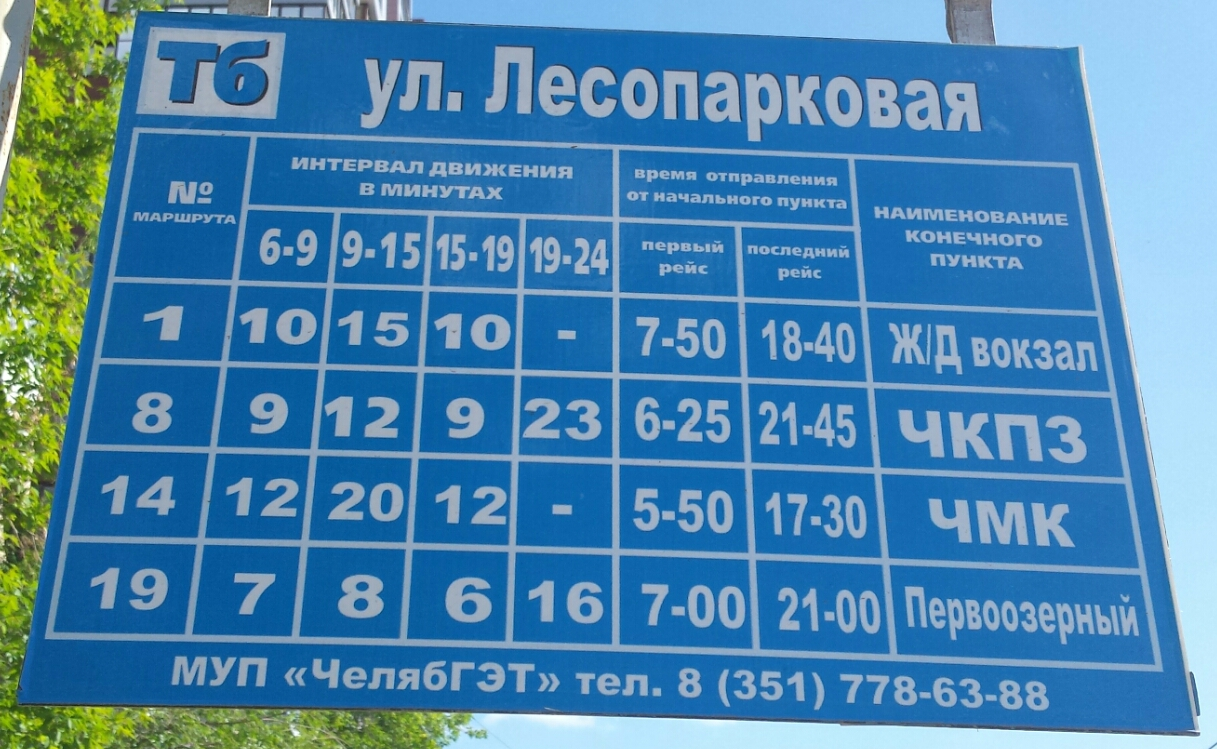
Такое расписание размещается с 2012 года